# Katherine Angel
Katherine Angel, född 1976 i Bryssel, är en brittisk akademiker och författare. Hon har studerat på Harvard och har disputerat i psykiatri- och sexualitetshistoria vid Cambridge samt verkar som föreläsare vid University of London.
Hennes bok Unmastered: A Book on Desire, Most Difficult to Tell väckte vid sin utgivning 2012 internationell uppmärksamhet. Därefter har hon utgivit Daddy Issues (2019) och Tomorrow Sex Will Be Good Again (2021). I sitt skrivande fokuserar hon på sexualitet och relationen mellan kultur och lust.

## Biografi
Katherine Angel föddes och växte upp i Bryssel, där hennes far fått en tjänst som lärare. Hon föddes av brittiska föräldrar och åkte till Storbritannien endast för besök hos släktingar. Hon avlade grundexamen i filosofi i Bryssel men hade redan som 19-åring 1995 inlett universitetsstudier i England, varigenom hon flyttade till sina föräldrars hemland. Hon studerade därefter vid Harvard University och blev filosofie doktor i psykiatri- och sexualitetshistoria vid University of Cambridge. Hon har varit fellow i medicinhistoria vid Warwick University och var senare föreläsare i kreativt skrivande vid Birkbeck, University of London.
2012 publicerades Angels Unmastered: A Book on Desire, Most Difficult to Tell. Detta var ett litterärt och experimentellt filosoferande kring den sexuella lusten ur ett postmodernt feministiskt och personligt perspektiv. I recensioner har Angel uppskattats för den självsäkra feminism som ligger bakom författandet av boken, där hon bland annat lyft fram behovet av både en nyfiken och en kritisk blick gentemot pornografi och annan form av erotica. Angel beskriver i boken också hur feminister själva kan odla den tystnadskultur som de anses arbeta emot.
Därefter har hon utkommit med ytterligare två böcker. 2019 utgavs Daddy Issues: Love and Hate in the Time of Patriarchy, publicerad på Peninsula Press, två år senare följd av Tomorrow Sex Will Be Good Again: Women and Desire in the Age of Consent (Verso). I Daddy Issues presenteras observationer av relationerna mellan könen i ljuset av Metoo-rörelsen, liksom hur den feministiska medvetenheten har radikaliserats hos yngre kvinnor. Dessutom belyser hon hur far-dotter-relationen beskrivs i kulturen, men även hur faderskapet i en patriarkal kultur lätt leder till en önskan att kontrollera dotterns sexualitet.
I Tomorrow Sex Will Be Good Again fortsätter Angel sin beskrivning av Metoo och dess efterspel. Boken behandlar också den kvinnliga lusten och dess komplicerade förhållande till samtycke som princip. Den samtida "samtyckeskulturen" tenderar enligt Angel att glömma den nödvändiga dialogen i en sexuell lek där mycket inte är klargjort eller medvetet från första början. Angel menar också att skolans sex- och samlevnadsundervisning måste inledas tidigare och täcka fler perspektiv, i en miljö med lätt tillgänglig internetpornografi.
Sedan 2022 är Katherine Angel knuten till Queen Mary University of London.